# Carles de Llar i Teixidor
Carles de Llar i Teixidor (?, ? — Perpinyà, 1674), senyor de Llar, Toès, Flaçà, la Guàrdia i Marinyans, fou un noble establert a Vilafranca de Conflent.
Casà amb Anna Maria de Pasqual-Cadell, filla del senyor de Serdinyà i Joncet. El 1671 rebé de Carles II el privilegi de noble del Principat de Catalunya. Va participar en la Conspiració de Vilafranca de Conflent contra el domini francès. S'atribueix a la seva filla la delació de la conspiració. Un cop descobert, ell, juntament amb el seu cosí Manuel Descatllar i Dessoler i d'altres, foren torturats i morts per garrot a la plaça de la Llotja, de Perpinyà.
El 2022, la Casa de la Generalitat a Perpinyà va crear un premi honorífic anomenat Premi Carles de Llar.